# 异样短沟蜷
异样短沟蜷（学名：Semisulcospira peregrinorum）为肋蜷科短沟蜷属的动物，是中国的特有物种。分布于辽宁、安徽等地，生活环境为淡水，主要栖息于山区的小河及溪流中。